# Cayennedvärgrall
Cayennedvärgrall (Rufirallus viridis) är en fågel i familjen rallar inom ordningen tran- och rallfåglar.

## Utseende och läten
Cayennedvärgrallen är en rätt liten men knubbig rall. Ovansidan är brun och undersidan roströd. På huvudet syns grått ansikte, roströd hjässa och röda ögon. Även benen är röda. Sången består av en klickande eller klingande drill, ofta stammande.

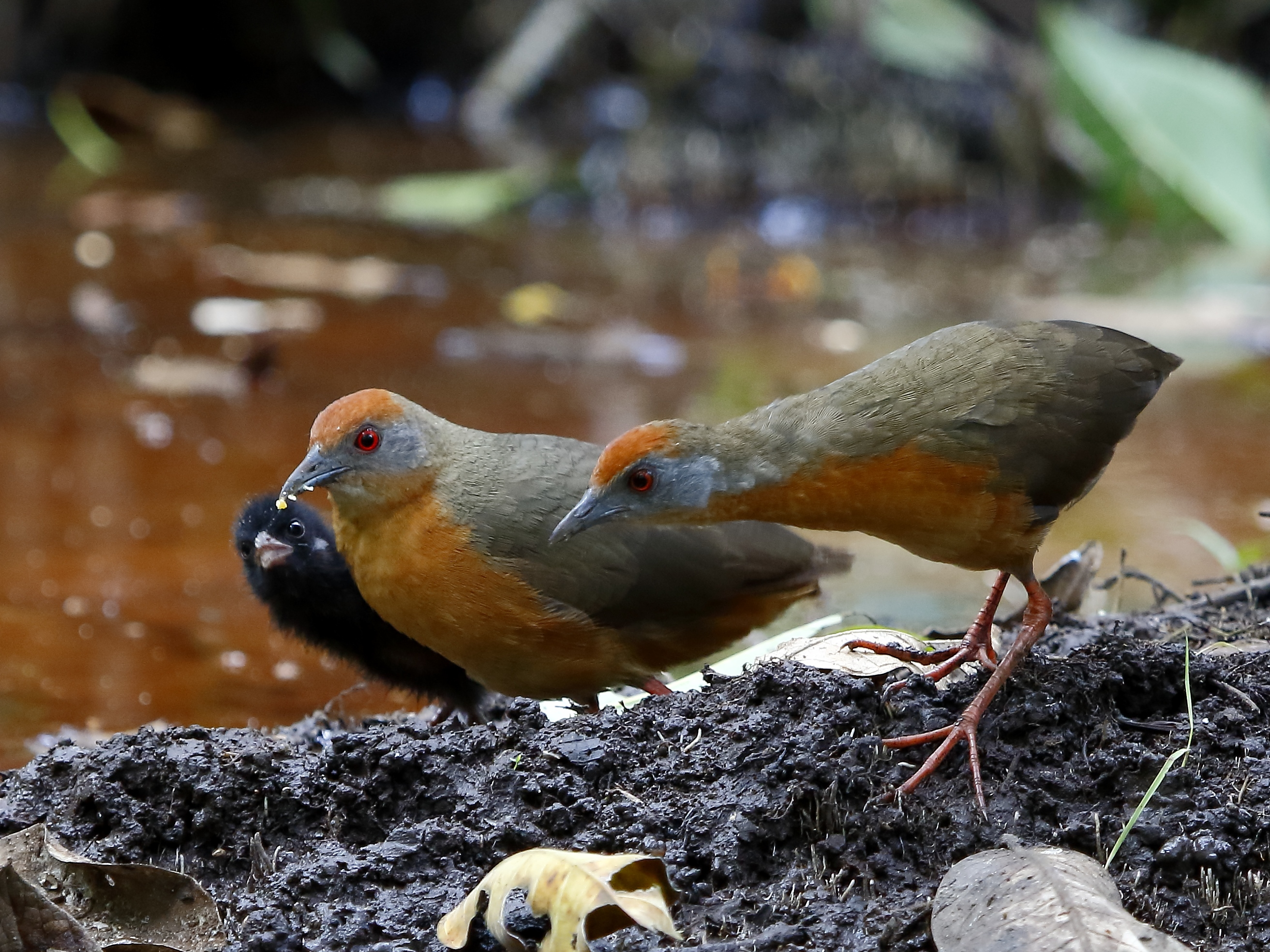

## Utbredning och systematik
Cayennedvärgrall delas in i två underarter med följande utbredning:
- brunnescens – förekommer i östra Colombia (mitten av dalen Magdalena)
- viridis – södra Venezuela, Guyanaregionen, Amazonområdet i Brasilien, östra Peru och norra Bolivia

### Släktestillhörighet
Cayennedvärgrall släktestillhörighet har varit omtvistat. Tidigare har den placerats i både Laterallus eller  Anurolimnas. Genetiska studier från 2020 visade dock att den är systerart till pärldvärgrallen (Micropygia schomburgkii) och lyftes därför ut till ett eget släkte, Rufirallus. Senare, mer fördjupade studier har förtydligat släktskapet, där cayennedvärgrallen och pärldvärgrallen bildar en grupp med ytterligare tre arter traditionellt i Laterallus: svartbandad dvärgrall, rödvit dvärgrall och rödhuvad dvärgrall. Släktet Rufirallus har därefter expanderats till att omfatta alla fem arter i gruppen.

## Levnadssätt
Cayennedvärgrallen hittas i torrare miljöer än andra rallar, som buskmarker, fuktiga betesmarker och savann. Den är en rätt skygg fågel som kryper omkring på marken.

## Status
Arten har ett stort utbredningsområde och internationella naturvårdsunionen IUCN kategoriserar arten som livskraftig. Beståndsutvecklingen är dock oklar.